# Chiang Kai-shek (geweer)
De Type Zhongzheng (中正式), ook bekend als de Chiang Kai-shek geweer en Type 24 is vernoemd naar Chiang Kai-shek. Het was een in China vervaardigde kopie van de Duitse Mauser Gewehr 98, de voorloper van de Mauser Karabiner 98k. De productie van de Chiang Kai-shek begon in augustus 1935 (jaar 24 in de Republikeinse kalender, vandaar Type 24, maar later omgedoopt tot Type Zhongzheng).